# Uncial 098
Uncial 098 (Gregory-Aland), α 1025 (von Soden), é um manuscrito uncial grego do Novo Testamento, datado pela paleografia para o século VII.
Ele é um palimpsesto.